# Травянское водохранилище
Тра́вянское водохранилище (укр. Тра́в’янське водосховище) — небольшое русловое водохранилище на реке Харьков, расположенное в Харьковском районе Харьковской области Украины. Площадь поверхности — 5,92 км².
Водохранилище было сооружено в 1972 году как часть комплекса резервного запаса пресной воды для г. Харькова. Кроме Травянского водохранилища в комплекс входят Муромское водохранилище и Вяловское водохранилище, построенные на притоках р. Харьков. Плотина водохранилища расположена у посёлка Липцы в 47 км от устья реки Харьков. Вид регулирования — многолетнее.
Водохранилище также было построено для орошения земель совхозов «Новолипецкий», «Проходянский» и им. Кирова Харьковского и Дергачёвского районов. В настоящее время используется для рыборазведения фирмой «Атос-КРГ».

## Основные параметры водохранилища
- Нормальный подпорный уровень — 128,0 м над уровнем моря (в 1990 году — 127, 1[1]).
- Форсированный подпорный уровень — 129,5 м;
- Минимальный подпорный уровень — 119,8 м
- Полный объём — 22 210 000 м³;
- Полезный объём — 20 200 000 м³;
- Длина — 8,2 км;
- Средняя ширина — 0,43 км;
- Максимальные ширина — 0,8 км;
- Средняя глубина — 3,8 м;
- Максимальная глубина — 9,0 м.

## Основные гидрологические характеристики
- Площадь водосборного бассейна — 240 км².
- Годовой объём стока 50 % обеспеченности — 10100000 м³.
- Паводковый сток 50 % обеспеченности — 16800000 м³.
- Максимальный расход воды 1 % обеспеченности — 160 м³/с.

## Состав гидротехнических сооружений
- Глухая земляная плотина с креплённым монолитным железобетоном верховым откосом. Длина плотины — 0,94 км, максимальная высота — 13 м, ширина — 10 м. Заложение верхового откоса — 1:3, низового откоса — 1:2,5. Со стороны верхового откоса устроены бермы шириной 5 м, и со стороны низового откоса — шириной 10 м.
- Шахтный трёхочковый водосброс из монолитного железобетона высотой — 8 м.
- Средняя секция шахты оборудована плоским донным затвором 3×2 м. Управление затворами и шандорами вынесено на служебную площадку.
- Водоосбросной тоннель размерами (3×2,5 м)×2 боковых секций, и 3,8×2,5 м — средней секции.